# Antiirischer Rassismus
Der Begriff Antiirischer Rassismus bezeichnet im engeren Sinne vor allem eine negative Haltung großer Teile der englischen Bevölkerung gegen Iren keltischer Abstammung im 19. Jahrhundert, die sich in dieser Periode vor allem in den damals verbreiteten Lehren der Physiognomie begründete und im weiteren Verlauf des Jahrhunderts auch auf Lehren des Sozialdarwinismus bezog. Im weiteren Sinne bezeichnet Anti-Irischer Rassismus jedoch die generelle Diskriminierung der Iren keltischer Herkunft, die sich bereits im 12. Jahrhundert herauskristallisierte und schließlich im Rassismus gipfelte. Diese Diskriminierung baute sich lange Zeit auf der Verunglimpfung der christlichen Praktiken der Iren auf sowie auf deren vermeintlicher Rückständigkeit, Faulheit und Heimtücke. Später kamen noch Vorwürfe der Gewalttätigkeit und Unruhestiftung hinzu.

## 12. bis 14. Jahrhundert
Bereits im 10. Jahrhundert waren die Normannen in Irland eingefallen, konnten sich jedoch nach einer Niederlage gegen den König von Munster nur in wenigen Teilen Irlands halten. Ab 1169 erfolgte die Anglonormannische Eroberung von Irland unter Heinrich II., die erfolgreicher verlief: zur Mitte des 13. Jahrhunderts waren drei Viertel Irlands in normannischem beziehungsweise englischem Besitz. Um die Invasion zu rechtfertigen, veröffentlichte Gerald von Wales etwa 1188 seine Topographia Hibernica, in der er die Natur Irlands sowie die irische Musik würdigte, die Iren selber aber als rückständige, faule Bauern beschrieb, die in keiner Weise zivilisiert waren und darüber hinaus heidnische Rituale praktizierten. Den Grund hierfür sah Gerald jedoch nicht in der Natur der Iren, sondern in deren Abgeschiedenheit von der zivilisierten Welt.
Der Fortschritt der Normannen in Irland stagnierte zu Beginn des 14. Jahrhunderts; die Pflege einheimischer Bräuche, die Mischung von Iren und Normannen und weitere Faktoren führten 1367 zum Erlass der Kilkenny-Statuten, die beispielsweise die Heirat zwischen Iren und Engländern, die Adoption und das Aufziehen irischer Kinder durch Engländer und die Benutzung der gälischen Sprache verboten.

## 16. Jahrhundert
Unter der Tudor-Monarchie versuchte England erneut, Irland zurückzuerobern. Irische Bauern wurden enteignet und ihr Besitz englischen Siedlern übergeben (sogenannte Plantations). Begründet wurden auch diese Maßnahmen mit der vermeintlichen Rückständigkeit der Iren; außerdem wurde ihnen vorgeworfen, englische Siedler zu jeder sich ergebenden Gelegenheit anzugreifen. Besonderen Auftrieb erhielt die negative Haltung gegenüber den Iren durch die zirka 1598 entstandene Schrift A View of the Present State of Ireland von dem zu diesem Zeitpunkt hoch geschätzten Edmund Spenser; er unterstellt den Iren einen barbarischen Aberglauben, gibt der Mischung von Iren und Engländern die Schuld an der „Degeneration“ der letzteren und schlägt zu guter Letzt vor, man solle das „Problem“ dadurch lösen, dass man die Iren verhungern lässt.

## 17. Jahrhundert
Im Namen des im Zuge der englischen Revolution des Katholizismus bezichtigten Karl I. ergab sich 1641 die erste größere Rebellion der katholischen Iren aus Ulster gegen ihre Unterdrücker, die mehrere Monate andauerte und in der bis zu 12.000 Protestanten ums Leben kamen. Die Grundlage dieser Rebellion wurde jedoch weniger in der Unterdrückung durch England als vielmehr in der Undankbarkeit der Iren gesehen. So sagte beispielsweise der schottische Philosoph David Hume, die Iren seien „zu dumm“, um den Vorteil einer englischen Regierung zu erkennen und den Protestantismus zu verehren. 1649 kam Oliver Cromwell nach Irland, um die „Mörder“ der Rebellion zu „bestrafen“. Sein Einzug in Irland hatte diverse Massaker zur Folge. Seine Soldaten wollte er mit (irischem) Land bezahlen. Er stellte die Iren vor die Wahl „to hell or Connaught“ („Zur Hölle oder nach Connacht“), was bedeutete, dass es den Iren verboten sei, sich in einem anderen Teil Irlands als in dem sehr kargen und ärmlichen Connacht aufzuhalten. Cromwells Plan blieb jedoch wenig erfolgreich. Als Karl II. 1660 die englische Monarchie wiederherstellte und den Thron bestieg, hegten die Iren Hoffnung auf Besserung ihrer Situation. Diese Hoffnung zerschlug sich jedoch, als 1689 Wilhelm von Oranien zum König ernannt wurde. Dieser führte Penal Laws ein, die erneut unter anderem die Religionsfreiheit und das Wahlrecht den Iren absprachen.

## 18. Jahrhundert
Im 18. Jahrhundert wurde Irland durch restriktive Handelsgesetze zur Quelle billiger Nahrung für England. Während sie also den größten Teil ihrer Ernte an England abgeben mussten und gleichzeitig nicht das Recht hatten, mit anderen Ländern außer England zu handeln, litt die Bevölkerung Hunger. Besonders in dieser Zeit ist eine hohe Emigrations-Rate, vor allem nach England und Schottland festzustellen. Gleichzeitig blühten in der englischen Gesellschaft Witze auf, die die Iren als dumm, faul, hinterhältig und ständig betrunken darstellten und damit kurzum die Auffassung unterstützten, die Armut der Iren sei nicht auf die Ausbeutung durch England zurückzuführen, sondern auf die Unfähigkeit und Faulheit der Iren. Diese Witze unterstützten nicht nur die Irland-Politik Englands, sondern zeigen auch gleichermaßen, dass die Diskriminierung der Iren nicht nur auf politischer Ebene stattfand, sondern in der breiten Gesellschaft vorzufinden war. In der Satire A Modest Proposal for Preventing the Children of Poor People from Being a Burthen klagt der irischstämmige Schriftsteller Jonathan Swift 1729 die desolate wirtschaftliche Situation der Iren an.
1798 erfolgte eine erneute Rebellion, dieses Mal initiiert durch protestantische Iren der Oberklasse, die eine autonome irische Regierung zum Ziel hatte. Die Rebellion wurde jedoch blutig zerschlagen und hatte die Auflösung des irischen Parlament und später den Act of Union zur Folge, der zwar theoretisch die gleichwertige Verbindung von England, Schottland und Irland beinhaltete, faktisch jedoch stark repressive Regelungen für Irland enthielt; so durften beispielsweise nur Protestanten in das Parlament einziehen.

## 19. Jahrhundert
Im Gegensatz zu den Jahrhunderten zuvor war die Diskriminierung der Iren im 19. Jahrhundert vor allem durch biologische Begründungen geprägt.

### Vor 1860
In der ersten Hälfte des 19. Jahrhunderts entstanden zahlreiche Versuche, die Einteilung von „Rassen“ auf Grundlage biologischer Faktoren herzustellen. Basis hierbei war die vorherrschende Vorstellung, aus dem Äußeren eines Menschen könne man auf sein Inneres schließen. Vor allem Physiognomie und Phrenologie trugen dazu bei, dass die keltische Rasse weit unterhalb der angelsächsischen angesiedelt wurde. Nach der Beschreibung der Physiognomen hätten Kelten ein vorspringendes Kinn und der Abstand zwischen Nase und Oberlippe sei enorm, woraus sich schließen lasse, dass sie den Charakter eines Kindes hätten: aufmüpfig, launisch und nur für monotone manuelle Arbeiten einsetzbar. Dagegen fiel die Beschreibung der Angelsachsen deutlich positiver aus: alles an ihnen sei „genau richtig“ (wobei hier eine Erklärung fehlt, was genau richtig heißt), was bedeutet, dass sie ausgeglichen, ehrenhaft und kreativ seien.
In den 30er und 40er Jahren des 19. Jahrhunderts bildete sich um den irischen Politiker Daniel O’Connell das Repeal Movement, das zum Ziel hatte, mit konstitutionellen Mitteln den Act of Union wieder rückgängig zu machen. O’Connell wurde von den Engländern vorgeworfen, den „kindlichen Geist“ der Iren für seine eigenen Zwecke zu missbrauchen. In dieser Phase setzte sich vor allem die Diskriminierung in Form von Karikaturen durch. Bereits die Darstellung der Mitglieder der Rebellion von 1798 enthielt einige schweineähnliche Merkmale. Während des Repeal Movements wurden diese Merkmale verstärkt dargestellt; Karikaturen der „aufmüpfigen“ Iren zierten regelmäßig die Titelseiten englischer Satiremagazine. Wenn auch die Darstellungen der Iren diese meist in sehr gewalthaltigen Szenen zeigten, blieben sie doch in ihrer Essenz menschlich.

### Nach 1860

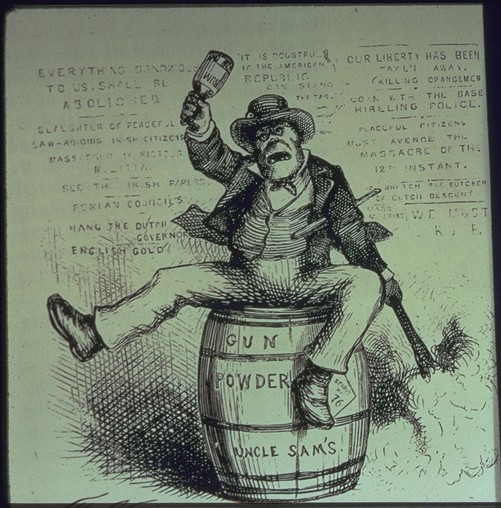
Rassistische Darstellung eines Iren von 1871

Die Entdeckungen Darwins zur Evolution trugen deutlich zu einer Veränderung des Irenbildes bei. Die Verneinung der Genesis des Menschen und dessen göttlicher Abstammung gefährdete die Noblesse der „angelsächsischen Rasse“. Hieraus folgte die Annahme, dass es einige Rassen geben musste, die dem Affen ähnlicher waren, um die Noblesse der Angelsachsen zu wahren. Zu diesen Rassen gehört auch die keltische, deren Blut nicht „rein“ sei, während das der Angelsachsen es sehr wohl sei (was aus anthropologischer Sicht allerdings kaum haltbar ist); der keltische Ire wurde zum „White Negro“.
Der britische Premierminister Benjamin Disraeli äußerte seine Ansichten über Iren öffentlich: „The Irish hate our order, our civilization, our enterprising industry, our pure religion. This wild, reckless, indolent, uncertain and superstitious race have no sympathy with the English character. Their ideal of human felicity is an alternation of clannish broils and coarse idolatry. Their history describes an unbroken circle of bigotry and blood.“ (ungefähre Übersetzung: „Die Iren hassen unsere Ordnung, unsere Zivilisation, unsere freie industrielle Marktwirtschaft, unsere reine Religion. Diese wilde, rücksichtslose, faule, unzuverlässige und abergläubische Rasse hat keine Sympathie für den englischen Charakter. Ihr Ideal der menschlichen Glückseligkeit besteht im Grillen mit dem Clan und groben Götzendienst. Ihre Geschichte besteht aus einem ungebrochenen Zirkel von Doppelmoral und Gewalt“).
Im Zuge der Degradierung der Iren entstand eine neue Welle des militanten Fenianismus seitens der Iren, die wiederum zum Bild des irischen Unruhestifters beiträgt. In den 1880er Jahren bildete sich das Home Rule Movement um den Politiker Gladstone. In den Karikaturen nach 1860 schlugen sich sowohl die neue Rassenlehre als auch der militante Fenianismus sowie die neue politische Aktivität der Iren nieder: der schweineähnliche, aber essentiell menschliche Paddy des frühen 19. Jahrhunderts wandelte sich zu einem affenartigen Caliban. Den Höhepunkt bildet hierbei eine frühere Karikatur des Londoner Karikaturisten Matt Morgan aus dem Jahr 1869, die den Titel The Irish Frankenstein trägt und den Iren als eine Mischung aus einem Orang-Utan und einem Dorftrottel darstellt. Die Darstellung der Iren als eher menschliche Affen als affenartige Menschen hielt noch bis zu Beginn des 20. Jahrhunderts an. Dabei galt: je militanter die Fenians wurden, desto affenartiger wurden sie dargestellt. Ähnliche Entwicklungen zeigen sich in Karikaturen aus den USA.

## 20. Jahrhundert
Nach der Trennung Irlands verringerte sich auch das Interesse Englands daran, die Iren zu verunglimpfen. Neuen Aufschwung erhielten Vorurteile jedoch 1969 durch die Gründung der IRA, deren Erscheinen als Ursache des Nordirlandkonflikts zwischen Katholiken und Protestanten gesehen wurde anstatt als Folge der britischen Divide and Rule-Taktik. Zeitgenössische Karikaturen stellten England als Mediator zwischen den sich bekämpfenden Iren dar, verschwiegen aber meist den Einfluss, den die englische Politik der vergangenen Jahrhunderte auf die Verhältnisse in Nordirland hatte. Auch heute sind Witze, in denen die Iren als dumme, rückständige und streitlustige Trunkenbolde dargestellt werden, in England noch weit verbreitet.